# Non si può smettere di fumare
Non si può smettere di fumare è un album del cantautore italiano Ricky Gianco, pubblicato dall'etichetta discografica Fonit Cetra nel 1982.
L'album è prodotto da Claudio Fabi, che cura anche gli arrangiamenti. Sette dei nove brani sono interamente composti dall'interprete e Gianfranco Manfredi, i due rimanenti, Come un gatto e La gente, sono cover (rispettivamente di Night Owl di Chris Darrow e Leaving Louisiana in the Broad Daylight di Emmylou Harris) italianizzate dai due autori.

## Tracce

### Lato A
1. Non si può smettere di fumare
2. Eclisse a Milano
3. A poker con Bogart
4. Ubriaco
5. Romantico

### Lato B
1. Come un gatto (Night Owl)
2. Pagate bandidos
3. Come due ragazzi
4. La gente (Leaving Louisiana in the Broad Daylight)